# 開臺福德宮
開臺福德宮，初名為打狗開臺福德宮，西元1933年（昭和八年）重修完後更名為高雄市哨船頭開臺福德宮，位於高雄市鼓山區安海街32巷35號，主祀福德正神，相傳是台灣最早土地公廟，旁邊有一小徑可通往打狗英國領事館官邸。

## 歷史
廟方及信徒宣稱西元1551年（明嘉靖三十年）來台灣拓荒開墾的百姓，起初祭拜一塊酷似福德正神的石頭，並被放在當地珊瑚礁岩塊上供人膜拜祈福，後來建廟奉祀，更從中國大陸迎來福德正神、媽祖等分靈。不過，最早的福德正神神像已經被偷(後於2019廟宇改建工程進行時，由他人轉交歸還，現存放在廟內，由小玻璃盒罩起來)，且當年最早的像福德正神的石頭也已經找不到了，僅保留當年的珊瑚礁岩塊在廟的後方。目前奉祀神像中，年代最久遠的是媽祖旁邊的千里眼和順風耳，至少有兩百年以上歷史，但歷史學者在文獻上不敢茍同廟方自稱的創建年代。。
日本時代即有寺廟登記證明，當時名為台灣打狗哨船頭開臺福德宮。西元1933年（民國二十二年），由在地信士重修並改名為高雄市哨船頭開臺福德宮，西元1975年（民國六十四年）再次重修，並於西元2018年至2021年（民國一〇七年至一一〇年）改建，現今環境清爽乾淨，香火鼎盛。
關於開臺福德宮建廟年代爭議，作家王家祥曾撰寫《哨船頭小記》一文中提到：
高雄市的歷史學者對於福德宮自稱的建廟年代一直有爭議，而把它遺忘在山腳下的民宅巷弄中。歷史學者在文獻上不敢茍同小土地公廟自稱的建廟年代，可是我們也能猜測到，十六世紀最早來到打狗港的漁夫或海盜們所建的土地公小廟，哪能想到往後未來的歷史層面而用文字加以記錄廟的歷史呢？
文末亦提到：
關於土地公廟的庶民史因為歷史記載不詳而被忽略，遠不如一位在地的老阿媽的單純信仰「這間廟四百五十冬啊！」

## 祀神
開臺福德宮主祀福德正神，同祀天上聖母、玄天上帝、釋迦牟尼佛、廣澤尊王、石將軍、石夫人、羅漢尊者，陪祀福德夫人、中壇元帥、虎爺。

## 磚契再出土

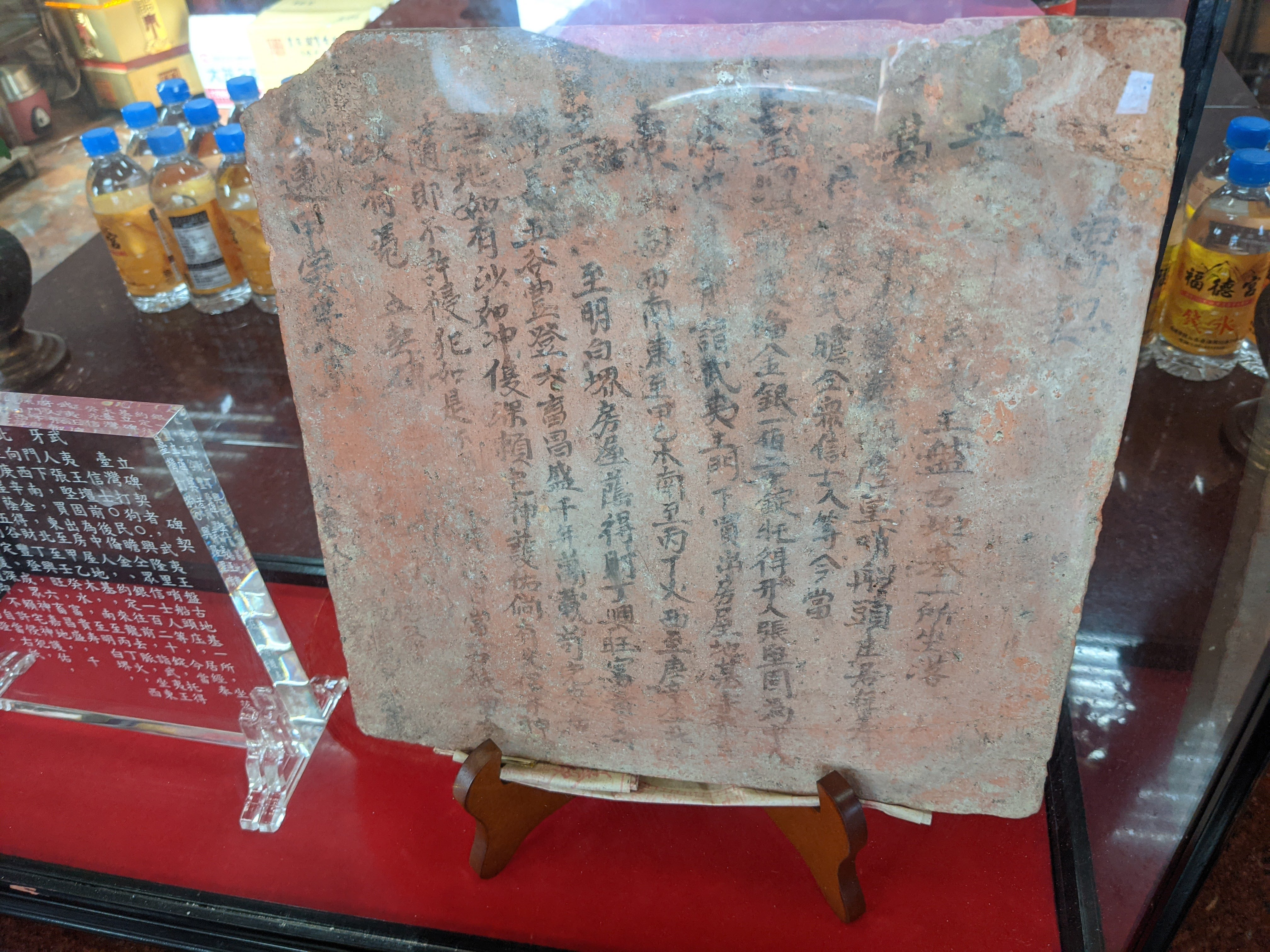
所謂建廟契磚無「本宮始自嘉靖三十年乃明朝世宗皇帝在位西元1551年」等字

2018年高雄開臺福德宮重建，再出土1974年(甲寅)重建時回埋的磚契，
磚契內文：「五方……武夷王盤古地基一所坐落臺(????)廳興隆里哨船頭庄居住???信????瞻仝眾信士人等今當銀一佰二十錠托得牙人張堅固為中人李定□前詣武夷王門下買出房屋地基□龍□東北向西南東至甲乙木南至丙丁火西至庚辛金北至……至明白堺房屋蔭得財丁興旺富貴壽綿長五谷豐登六畜昌盛千年萬載苟完□居…如有沙如沖復深賴宅神護佑倘有先侶□神隨即不許侵犯如是不……自當……欲有憑立契磚天運甲寅年八月     書人 楊??」。未見所謂建廟契磚和「本宮始自嘉靖三十年乃明朝世宗皇帝在位西元1551年」等字